# Green Grass of Tunnel
Green Grass of Tunnel è un singolo discografico del gruppo musicale islandese múm, pubblicato nel 2002 ed estratto dall'album Finally We Are No One.

## Tracce
- CD 3"/7"

1. Green Grass of Tunnel (Album Version) — 4:58
2. In Through the Lamp — 5:55
3. Green Grass of Tunnel (Video Version, Promo only) — 4:13

## Cover
- Una cover del brano è stata realizzata nel 2005 dal gruppo musicale britannico British Sea Power, inserita nel CD singolo It Ended on an Oily Stage.